# Estatamperio
El estatamperio (símbolo: statA) es la unidad electromagnética derivada de la corriente eléctrica en el Sistema Cegesimal de Unidades (cgs) electrostático y gaussiano. Un estatamperio corresponde a 10/c amperios ≈ 3.33564×10−10 amperios en el sistema SI de unidades.
El nombre estatamperio es una abreviatura de abestatamperio, donde la idea era que el prefijo abstat debería significar electrostático absoluto y significar "perteneciente al sistema absoluto de unidades CGS-ESU (cgs electrostático)".
Las unidades "cgs electrostáticas" son uno de varios sistemas de unidades electromagnéticas dentro del sistema de unidades centímetro-gramo-segundo; otros incluyen las "unidades cgs electromagnéticas", las unidades gaussianas y las unidades Lorentz-Heaviside. En el sistema de unidades cgs electromagnéticas, la unidad de corriente eléctrica es el abamperio. La unidad de corriente en el sistema Lorentz-Heaviside no tiene un nombre especial.
Las otras unidades en los sistemas cgs electrostático y gaussiano relacionadas con el estatamperio son:
- estatculombio: la carga que pasa en un segundo a través de cualquier sección transversal de un conductor que lleva una corriente constante de un estatamperio.
- estatvoltio: la diferencia de potencial electrostático tal que mover una carga de un estatculombio a través de él a velocidad constante requiere un ergio de trabajo.
- estatohmio - la resistencia de un conductor que, con una corriente constante de un statampere a través de él, mantiene entre sus terminales una diferencia de potencial de un estatvoltio.